# Ruta Estatal de California 165
La Ruta Estatal de California 165, y abreviada SR 165 (en inglés: California State Route 165) es una carretera estatal estadounidense ubicada en el estado de California. La carretera inicia en el Sur desde la I 5     cerca de Los Baños hacia el Norte en la SR 99     en Turlock. La carretera tiene una longitud de 61,6 km (38.27 mi).

## Mantenimiento
Al igual que las autopistas interestatales, y las rutas federales y el resto de carreteras estatales, la Ruta Estatal de California 165 es administrada y mantenida por el Departamento de Transporte de California por sus siglas en inglés Caltrans.